# Valpelline
Valpelline é uma comuna italiana da região do Vale de Aosta com cerca de 600 habitantes. Estende-se por uma área de 31 km², tendo uma densidade populacional de 19 hab/km². Faz fronteira com Doues, Ollomont, Oyace, Quart, Roisan, Saint-Christophe.
Valpelline é a capital do vale de mesmo nome dominado pela imponente montanha de Grand Combin, que faz fronteira com a Suíça.
Valpelline está localizada na confluência de seu vale com o vale de Ollomont.

## História
Na idade média o vale pertencia ao Senhorio de Quart que enfeudaram Valpelline a família de nobres locais (os La Tour) que construíram sua fortaleza chamada La tour de Valpelline ou La Tour des Prés. Quando os Quart se extinguiram em 1377, Valpelline passou a depender da Casa dos Savoia. Em 1612 ela foi entregue ao domínio da Casa dos Perrone di San Martino, nobres do Piemonte que exploravam minérios em Ollomont.

### Igreja de São João Batista
A Paróquia de São Pantaleão de Valpelline é considerada uma das mais antigas do Vale do Gran San Bernardo. É mencionada pela primeira vez em 1176 e fazia parte de sua jurisdição as atuais paróquias de Bionaz, Oyace et Ollomont. A igreja atual foi construída em 1722. Na Paróquia de Valpelline, além da igreja de São Pantaleão, existem três capelas: a de Madonna nelle nevi, em Vignettes (1755), a de San Rocco, em Semon (1640), e a de S. Barbara, em Thoules (1663).

### Personalidades importantes
- abbé Joseph-Marie Henry, pároco de Valpelline entre 1903 e 1947, era botânico, alpinista e historiador. De grande erudição escreveu muitas obras sobre a história do Vale de Aosta.

## Demografia
| Variação demográfica do município entre 1861 e 2011                               |
|                                                                                   |
| Fonte: Istituto Nazionale di Statistica (ISTAT) - Elaboração gráfica da Wikipedia |